# والتر وايت (لاعب كرة قدم)
والتر وايت (بالإنجليزية: Walter White)‏ (15 مايو 1882 في المملكة المتحدة - 8 يوليو 1950 في المملكة المتحدة) هو مدرب كرة قدم ولاعب كرة قدم بريطاني (وحمل سابقاً جنسية المملكة المتحدة لبريطانيا العظمى وأيرلندا) في مركز الهجوم. شارك مع منتخب اسكتلندا لكرة القدم. أما مع النوادي، فقد لعب مع بولتون واندررز ونادي إيفرتون ونادي فولهام.

## وصلات خارجية
- والتر وايت على موقع قاعدة بيانات كرة القدم.إي يو (الإنجليزية)
- والتر وايت على موقع ناشيونال فوتبول تيمز (الإنجليزية)